# Kvælstofsagen
Kvælstofsagen - i folkemunde omtalt som "gyllegate" - er en sag om, hvorvidt regeringen gav rigtige oplysninger til Folketinget, da partierne på Christiansborg skulle vedtage landbrugspakken.

## Forhistorie
I december 2015 indgik Venstre-regeringen en politisk aftale om landbrugspakken med Liberal Alliance, Dansk Folkeparti og Konservative.
Miljø- og fødevareminister Eva Kjer Hansen fra Venstre havde i skriftlige svar til Folketinget fortalt, at landbrugspakken ville gavne miljøet. Hun havde skrevet til Socialdemokraterne, at initiativerne fra landbrugspakken ville få den samlede kvælstofmængde til vandmiljøet til at falde.
Ministeren havde oplyst på flere samråd, at landbrugspakken ville betyde et grønt plus for miljøet. Ministeren havde også udleveret et regnskab til Folketinget, som viste, at mængden af kvælstof i havet ville falde i alle år fra 2016 til 2021.

## Kulmination
Kvælstofsagen begyndte, da en række forskere stod frem i Berlingske i februar 2016 og forklarede, at regeringens regnskab for landbrugspakken var lavet, så det så mere miljøvenligt ud, end det i virkeligheden var. En gennemgang af regnskabet i Berlingske afslørede, at regeringens embedsmænd havde gjort den såkaldte baseline (samfundsmæssig udvikling, som ikke har noget med landbrugspakken at gøre) i det første år større, end den rigtigt skulle være, ved at lægge flere års effekter sammen i baselinen for 2016. Metoden blev omtalt som "kreativ bogføring".
Det kom også frem, at der var andre problemer med regeringens måde at regne på, ligesom det kom frem, at regeringen havde anvendt regnemetoder, så Danmark kunne udlede mere kvælstof i havet. De involverede journalister fra Berlingske modtog den danske journalistpris, Cavlingprisen, for deres afsløring.
Konservative og Dansk Folkeparti blev inviteret til møde med embedsmænd i Miljø- og Fødevareministeriet. Herefter lavede Rasmus Jarlov fra Konservative et mere "retvisende" regnskab for landbrugspakken. I regeringens oprindelige regnskab havde man beregnet den såkaldte baseline efter, hvad der skal til, for at Danmark opfylder EU's vandrammedirektiv. Derfor var udgangsåret 2012, så man fik effekter med 2013, 2014 og 2015. Men Konservative ville gerne vide, hvad der skete for miljøet, hvis man indførte landbrugspakken i 2016. Men så var udgangspunktet år 2015, og så fik man ikke effekterne med fra 2013, 2014 og 2015. Regnede man på landbrugspakken og ikke på vandrammedirektivet, gik miljøet i stedet for i minus de første tre år.
Problemet med det nye regnskab var to ting. For det første, at der forelå en EU-afgørelse, som sagde, at man ikke må forringe bare ét såkaldt kvalitetselement og ikke må forringe vandmiljøet bare midlertidigt.
Det andet problem var, at regeringen havde fortalt Folketinget, at miljøet ville gå i plus. Syv forskere blev hidkaldt til Folketinget for at forklare, hvad der var op og ned. Ingen af de syv forskere ville støtte den måde, regeringen havde lavet regnestykket til Folketinget. Efter det kom frem, at landbrugspakken var mindre miljøvenlig, end den oprindelig blev fremstillet, ville Konservative have flere grønne tiltag.
Efter et samråd i Folketinget, hvor miljø- og fødevareminister Eva Kjer Hansen fik mulighed for at forklare sig og mulighed for at undskylde de forkerte tal, besluttede Konservative, at partiet ikke længere havde tillid til ministeren. Det havde rød blok heller ikke, og det betød, at ministeren havde et flertal imod sig.
I starten forsøgte resten af partierne bag aftalen at sige, at det var Konservative, der ikke havde lyttet ordentlig efter på møderne. Men det viste sig, at Dansk Folkeparti også mente, at ministeren havde lagt forkerte tal frem.
Først ville statsminister Lars Løkke Rasmussen ikke af med sin minister og truede med at udskrive valg. Men Konservative ville ikke give sig, og så gik Eva Kjer Hansen selv af som minister og blev afløst af partifællen Esben Lunde Larsen.